# Ignacio Aliseda
Ignacio Aliseda (Buenos Aires, 14 marzo 2000) è un calciatore argentino, centrocampista del Cerro Porteño.

## Caratteristiche tecniche
È un esterno destro.

## Carriera

### Club
Cresciuto nel settore giovanile del Defensa y Justicia, ha esordito in prima squadra il 28 settembre 2018 disputando l'incontro di Coppa Sudamericana vinto 2-0 contro il Banfield e trovando anche la sua prima rete fra i professionisti. Il 19 febbraio 2020 viene acquistato dai Chicago Fire per 3 milioni di euro.
Il 13 dicembre 2021 viene ingaggiato dal Lugano, club con il quale firma un contratto valido sino all'estate 2025.

### Nazionale
Ha giocato nella nazionale argentina Under-23.

## Palmarès

### Club

#### Competizioni nazionali
- Coppa Svizzera: 1

Lugano: 2021-2022